# Loppertunnel
Der Loppertunnel ist ein Tunnel der Schweizer Autobahn A8 durch den Berg Lopper und verbindet den im Kanton Nidwalden gelegenen Ort Hergiswil mit Alpnachstad im Kanton Obwalden. Bei der Verzweigung Lopper mündet die Autobahn A8 aus Richtung Interlaken, Brünigpass und Sarnen her kommend beim Nordportal des Loppertunnels in die Nord-Süd-Achse A2. In südliche Richtung geschieht dies durch eine Abzweigung im Berginnern und einen 350 m langen Verbindungstunnel zum Kirchenwaldtunnel. Das Südportal liegt an der Südflanke des Loppers direkt am Alpnachersee.
Neben dem hier beschriebenen Strassentunnel gibt es zwei Eisenbahntunnel durch den Lopper, den 1186 Meter langen Loppertunnel I von 1889 der Brünigbahn  zwischen Hergiswil und Alpnachstad und den 1743 Meter langen Loppertunnel II von 1964 der Luzern-Stans-Engelberg-Bahn zwischen Hergiswil und der Acheregg.

## Zahlen und Fakten
- Sanierung: 2005–2006
- Fahrzeuge pro Tag: 24'980 (Stand: 2011)[1]

Die Anzahl der Fahrzeuge pro Tag betrug 1985 noch rund 10'000 und hat seitdem kontinuierlich zugenommen.

## Situation
In der Strassenröhre herrscht Gegenverkehr bei einem Tempolimit von 80 km/h. Seit der Eröffnung des Verbindungstunnels Kirchenwaldtunnel zwischen der A2 und der A8 in nördlicher bzw. westlicher Richtung existieren zwei Querschläge, welche eine Flucht in die jeweils andere Röhre ermöglichen.

## Dokumente
- 1991 – Lopper von Urs Odermatt. Dokumentarfilm. Aus historischem Filmmaterial von Arnold Odermatt zum frühen Schweizer Autobahnbau bei der Acheregg und zum Loppertunnel.[2]